# Ilse Gaste
Ilse Margarete Charlotte Gaste geborene Kishauer (* 21. Mai 1906 in Berlin; † 25. September 1991 ebenda) war eine deutsche Eiskunstläuferin.

## Werdegang
Mit Herbert Haertel als Partner trat Ilse Kishauer zum ersten Mal bei den Eiskunstlauf-Weltmeisterschaften 1926 an und belegte den achten Rang. Mit ihrem späteren Ehemann Ernst Gaste belegte sie ebenfalls den achten Rang bei den Olympischen Winterspielen 1928 in St. Moritz. Bei den Eiskunstlauf-Weltmeisterschaften 1931 belegte das Paar den siebten Platz. Von 1927 bis 1931 dominierte das Duo die nationalen Meisterschaften und wurde fünfmal in Folge Deutscher Meister im Paarlauf.